# Aeroportul Internațional Guangzhou Baiyun

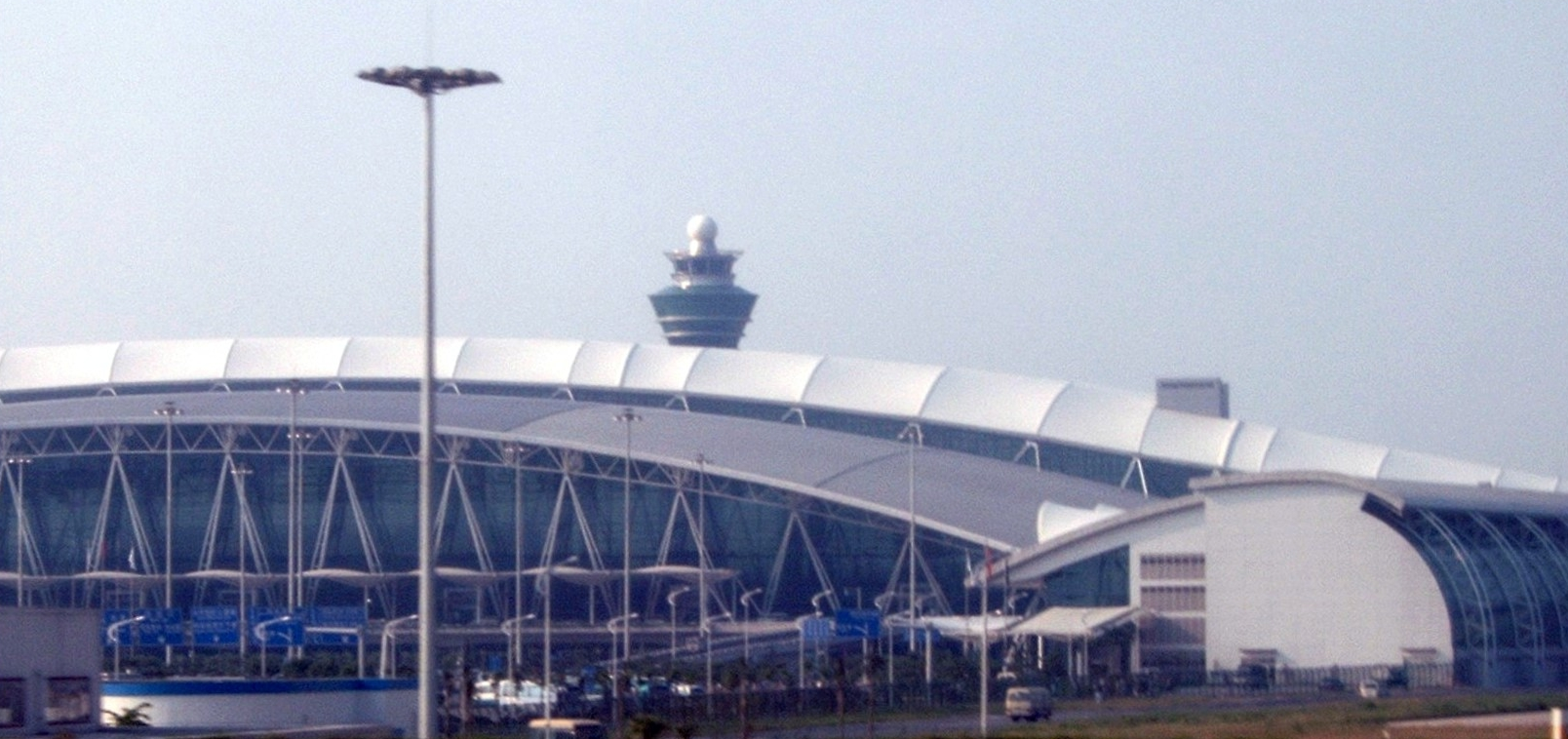
Aeroportul Guangzhou

Aeroportul Internațional Guangzhou Baiyun (IATA: CAN, ICAO: ZGGG) este principalul aeroport din Guangzhou, Republica Populară Chineză.
| Companii aeriene                                     | Destinații |
| ---------------------------------------------------- | --- |
| Aeroflot                                             | Moscova-Sheremetyevo |
| Air China                                            | Beijing-Capital, Chengdu, Chongqing, Dazhou, Guangyuan, Guiyang, Hangzhou, Hohhot, Jiuzhaigou, Luzhou, Shanghai-Hongqiao, Shanghai-Pudong, Tianjin, Wanzhou, Wuhan, Yibin, Yuncheng |
| Air France                                           | Paris-Charles de Gaulle |
| Air Madagascar                                       | Antananarivo, Bangkok-Suvarnabhumi |
| AirAsia                                              | Kota Kinabalu, Kuala Lumpur |
| All Nippon Airways                                   | Tokio-Narita |
| Asiana Airlines                                      | Busan, Seul-Incheon |
| Beijing Capital Airlines                             | Chengdu, Chifeng, Chongqing, Haikou, Hangzhou, Hohhot, Lijiang, Sanya |
| Cebu Pacific                                         | Manila |
| Chengdu Airlines                                     | Chengdu |
| China Airlines                                       | Taipei-Taoyuan |
| China Eastern Airlines                               | Baoshan, Hangzhou, Hefei, Huai'an, Jinan, Kunming, Lanzhou, Lijiang, Liuzhou, Mangshi, Nanchang, Nanjing, Ningbo, Ordos, Qingdao, Shanghai-Hongqiao, Shanghai-Pudong, Shijiazhuang, Taiyuan, Taizhou, Tengchong, Tianjin, Wenzhou, Wuhan, Wuxi, Xi'an, Xichang, Xishuangbanna, Yinchuan |
| China Southern Airlines                              | Amsterdam, Anqing, Anshun, Auckland, Bangkok-Suvarnabhumi, Baoshan, Baotou, Beihai, Beijing-Capital, Brisbane, Changchun, Changsha, Changzhi, Changzhou, Chengdu, Chongqing, Dali, Dalian, Dandong, Daqing, Datong, Delhi, Dhaka, Diqing, Dubai, Enshi, Fuyang, Fuzhou, Ganzhou, Guilin, Guiyang, Haikou, Handan, Hangzhou, Hanoi, Harbin, Hefei, Ho Chi Minh City, Hohhot, Hong Kong, Huaihua, Huangshan, Jakarta-Soekarno-Hatta, Jiamusi, Jieyang, Jinan, Jinggangshan, Jining, Jiujiang, Jiuzhaigou, Kashgar, Kathmandu, Korla, Kuala Lumpur, Kunming, Kuqa, Lanzhou, Lhasa, Lianyungang, Libo, Lijiang, Liping, Liuzhou, Londra-Heathrow, Los Angeles, Luoyang, Malé, Manila, Manzhouli, Meixian, Melbourne, Mianyang, Moscova-Sheremetyevo, Mudanjiang, Nagoya-Centrair, Nanchang, Nanchong, Nanjing, Nanning, Nantong, Nanyang, Ningbo, Osaka-Kansai, Paris-Charles de Gaulle, Penang, Perth, Phnom Penh, Phuket, Qianjiang, Qiemo, Qingdao, Qiqihar, Sanya, Seul-Incheon, Shanghai-Hongqiao, Shanghai-Pudong, Shenyang, Shijiazhuang, Siem Reap, Singapore, Sydney, Taipei-Taoyuan, Taiyuan, Tianjin, Tokio-Narita, Tongren, Urumqi, Vancouver, Weihai, Wenzhou, Wuhan, Wuzhou, Xiamen, Xi'an, Xiangyang, Xingyi, Xining, Xuzhou, Yancheng, YangonYantai, Yangzhou, Yanji, Yichang, Yinchuan, Yining, Yiwu, Yongzhou, Yulin, Zhangjiajie, Zhanjiang, Zhengzhou, Zunyi Sezonier: Cairns, Jeju, Koh Samui, Langkawi |
| China Southern Airlines operat de Chongqing Airlines | Chongqing |
| China United Airlines                                | Beijing-Nanyuan |
| Dragonair                                            | Hong Kong |
| EgyptAir                                             | Cairo |
| Emirates                                             | Dubai |
| Ethiopian Airlines                                   | Addis Ababa |
| EVA Air                                              | Kaohsiung, Taichung (până la 31 iulie 2013), Taipei-Taoyuan |
| Garuda Indonesia                                     | Jakarta-Soekarno Hatta |
| Hainan Airlines                                      | Baise, Beijing-Capital, Chongqing, Dalian, Fuzhou, Guiyang, Haikou, Hangzhou, Harbin, Hefei, Jinzhou, Nanchang, Nanjing, Ningbo, Qingdao, Sanya, Shenyang, Taipei-Taoyuan, Taiyuan, Tangshan, Tianjin, Tongliao, Urumqi, Weifang, Wenzhou, Wuhai, Xiamen, Xi'an, Yan'an, Yichang, Yinchuan, Zhengzhou |
| Hebei Airlines                                       | Shijiazhuang |
| Japan Airlines                                       | Tokio-Narita |
| Jetstar Asia Airways                                 | Singapore |
| Juneyao Airlines                                     | Shanghai-Hongqiao |
| Kenya Airways                                        | Bangkok-Suvarnabhumi, Nairobi |
| KLM                                                  | Aeroportul Amsterdam |
| Korean Air                                           | Seul-Incheon Charter: Jeju |
| Kunming Airlines                                     | Kunming |
| Lao Airlines                                         | Vientiane |
| Mahan Airlines                                       | Teheran-Imam Khomeini |
| Malaysia Airlines                                    | Kuala Lumpur |
| Myanmar Airways International                        | Yangon |
| Philippine Airlines                                  | Manila |
| Qatar Airways                                        | Doha |
| Saudia                                               | Jeddah, Riyadh |
| Shandong Airlines                                    | Jinan, Qingdao, Wuyishan, Yantai |
| Shanghai Airlines                                    | Hangzhou, Nanjing, Shanghai-Hongqiao, Shanghai-Pudong, Wenzhou, Xiamen |
| Shenzhen Airlines                                    | Baotou, Changchun, Changzhou, Chengdu, Dalian, Guiyang, Haikou, Harbin, Hohhot, Jingdezhen, Jinan, Kunming, Lanzhou, Linyi, Nanchang, Nanjing, Nanning, Qingdao, Quanzhou, Shenyang, Taizhou, Wenzhou, Wuhan, Wuxi, Xi'an, Xining, Yinchuan, Zhengzhou, Zhoushan |
| Sichuan Airlines                                     | Chengdu, Chongqing, Yinchuan Charter: Saipan |
| Singapore Airlines                                   | Singapore |
| SpiceJet                                             | Delhi |
| Spring Airlines                                      | Shanghai-Hongqiao, Shijiazhuang |
| SriLankan Airlines                                   | Bangkok-Suvarnabhumi, Colombo |
| Thai AirAsia                                         | Bangkok-Don Mueang |
| Thai Airways International                           | Bangkok-Suvarnabhumi |
| Tigerair                                             | Singapore |
| Turkish Airlines                                     | Istanbul-Ataturk |
| Uni Air                                              | Taichung (începând cu 1 august 2013) |
| Ural Airlines                                        | Irkutsk, Novosibirsk |
| Vietnam Airlines                                     | Hanoi, Ho Chi Minh City, Charter: Da Nang |
| West Air (China)                                     | Chongqing |
| Xiamen Airlines                                      | Fuzhou, Quanzhou, Wuyishan, Xiamen |